# Menekülj! (film, 2006)
A Menekülj! (eredeti cím: See No Evil) 2006-os amerikai–ausztrál horrorfilm, amelyet Dan Madigan forgatókönyvéből Gregory Dark rendezett. A főbb szerepekben Kane, Christina Vidal és Michael J. Pagan látható. A WWE Films által készített első nagyszabású film több különböző munkacímen is átesett, mielőtt a végső címre, a See No Evil-re esett volna a választás. A film eredeti munkacíme Eye Scream Man volt, de később megváltoztatták The Goodnight Man-re, majd Goodnight-ra, végül megállapodtak a See No Evil-ben.
Amerikában 2006. május 19-én mutatták be a mozikban a Lions Gate Entertainment forgalmazásában. Magyarországon 2007. január 31-én jelent meg DVD-n. Általánosságban negatív véleményeket kapott a kritikusoktól, és a 8 millió dolláros költségvetésével szemben összesen 18,8 millió dolláros bevételt ért el.
A folytatás 2014. október 21-én jelent meg DVD-n Menekülj! 2. címmel.

## Cselekmény
Frank Williams rendőr és társa, Blaine egy elhagyatott házhoz érkeznek, ahol a szomszédok hangos sikolyokat hallottak. Amikor belépnek a helyszínre, egy kivájt szemű nőt találnak. Ezután egy nagydarab, baltás alak, Jacob Goodnight meggyilkolja Blaine-t, Franknek pedig levágja a karját. Franknek sikerül megmentenie magát azzal, hogy tarkón lövi Jacobot.
Négy évvel később a börtönigazgatóság nyolc rabot választ ki, hogy Williams felügyelete alatt felújítsák a régi Blackwell Hotelt. Ha jó munkát végeznek, felajánlják nekik az idő előtti szabadulás lehetőségét. Kira, aki drogbirtoklásért került rács mögé, találkozik régi dílerével, Michaellel. A bűnözők azonban már az első éjszaka rájönnek, hogy egy őrült járkál a házban. Nem sokkal később Richie és Tye talál egy hajléktalan férfit, akinek hiányzik a szeme; Richie-t egy kampóval rángatják be a liftbe. A támadó egymás után gyilkolja meg az épület látogatóit, és minden áldozatának kiveszi a szemét. Amikor Williams meghallja a gyilkos személyleírását, rájön, valószínűleg Goodnight lehet az, akit állítólag ő lőtt le. Nem sokkal később azonban őt is megöli a gyilkos a kampóval.
Mivel Kirának különböző keresztény tetoválásai vannak, Goodnight életben hagyja, és egy kutyaketrecbe zárja. Amikor Tye és Christine megpróbálják kiszabadítani a lányt, Goodnight anyja közbelép. Míg Tye-t megöli Goodnight, addig Kira abban reménykedik, hogy megmentik. Az anya azonban megmutatja igazi arcát: gyermekkorában kemény büntetésnek vetette alá a fiát, és "Isten katonájának" nevelte, akinek az emberiséget "minden mocsoktól" meg kell szabadítania. Amikor a nő megpróbálja megölni Kirát, Goodnight az anyja ellen fordul, és felnyársalja.
Végül Christine, Michael és Kira legyőzik Goodnightot, és kilökik a szálloda 8. emeletéről. Goodnight bal szeme a zuhanás közben felszúródik egy falból kiálló vasrúdba, a szíve a becsapódáskor pedig összeroppan. A zárójelenet alatt egy kutya vizel a szemébe.

## Szereplők
| Szerep                     | Színész               | Magyar hang         |
| -------------------------- | --------------------- | ------------------- |
| Jacob Goodnight            | Kane                  | nem szólal meg      |
| Jacob Goodnight            | Sam Cotton (fiatalon) | nem szólal meg      |
| Christine Zarate           | Christina Vidal       | Németh Kriszta      |
| Kira Vanning               | Samantha Noble        | Törtei Tünde        |
| Michael Montross           | Luke Pegler           | Szatmári Attila     |
| Tyson Simms                | Michael J. Pagan      | Seszták Szabolcs    |
| Zoe Warner                 | Rachael Taylor        | Csondor Kata        |
| Melissa Beudroux           | Penny McNamee         | Szabó Zselyke       |
| Richie Bernson             | Craig Horner          | Előd Botond         |
| Russell Wolf               | Mikhael Wilder        | Seder Gábor         |
| Frank Williams rendőrtiszt | Steven Vidler         | Beratin Gábor       |
| Margaret                   | Cecily Polson         | Bessenyei Emma      |
| Hannah                     | Tiffany Lamb          | Virághalmy Judit    |
| Blaine rendőrtiszt         | Corey Parker Robinson | Pintér Gábor Attila |
| fiatal lány                | Annalise Woods        |                     |
| vak nő                     | Zoe Ventoura          |                     |

### Magyar változat
- Magyar szöveg: Kiss Barnabás
- Hangmérnök: Gábor Dániel
- Vágó: Katona Edit
- Gyártásvezető: Völgyi Judit
- Szinkronrendező: Nikodém Zsigmond

A szinkront a Central European Studio készítette el.

## Médiakiadás
A Menekülj! 2006. november 28-án jelent meg DVD-n, és 45,16 millió dolláros bevételt hozott. Ausztráliában 2008. május 28-án jelent meg.
A DVD-kiadáson Dan Madigan író, Gregory Dark rendező és Jed Blaugrund társproducer, valamint a film főszereplőjét alakító Kane színész kommentálását is tartalmazza.

## Folytatás
2013. augusztus 6-án a WWE Studios bejelentette a film folytatását, amelyben Kane ismét Jacob Goodnight szerepét játssza, valamint Soska Sisters rendezők, Danielle Harris, Katharine Isabelle, Chelan Simmons, Kaj-Erik Eriksen, Greyston Holt, Lee Majdoub és Michael Eklund csatlakoztak a szereplőgárdához.
A 2013 szeptember végétől 2013 október elejéig, a Brit Columbiában forgatott Menekülj! 2. 2014. október 21-én jelent meg DVD-n.